# Bro Hof Slott Golf Club

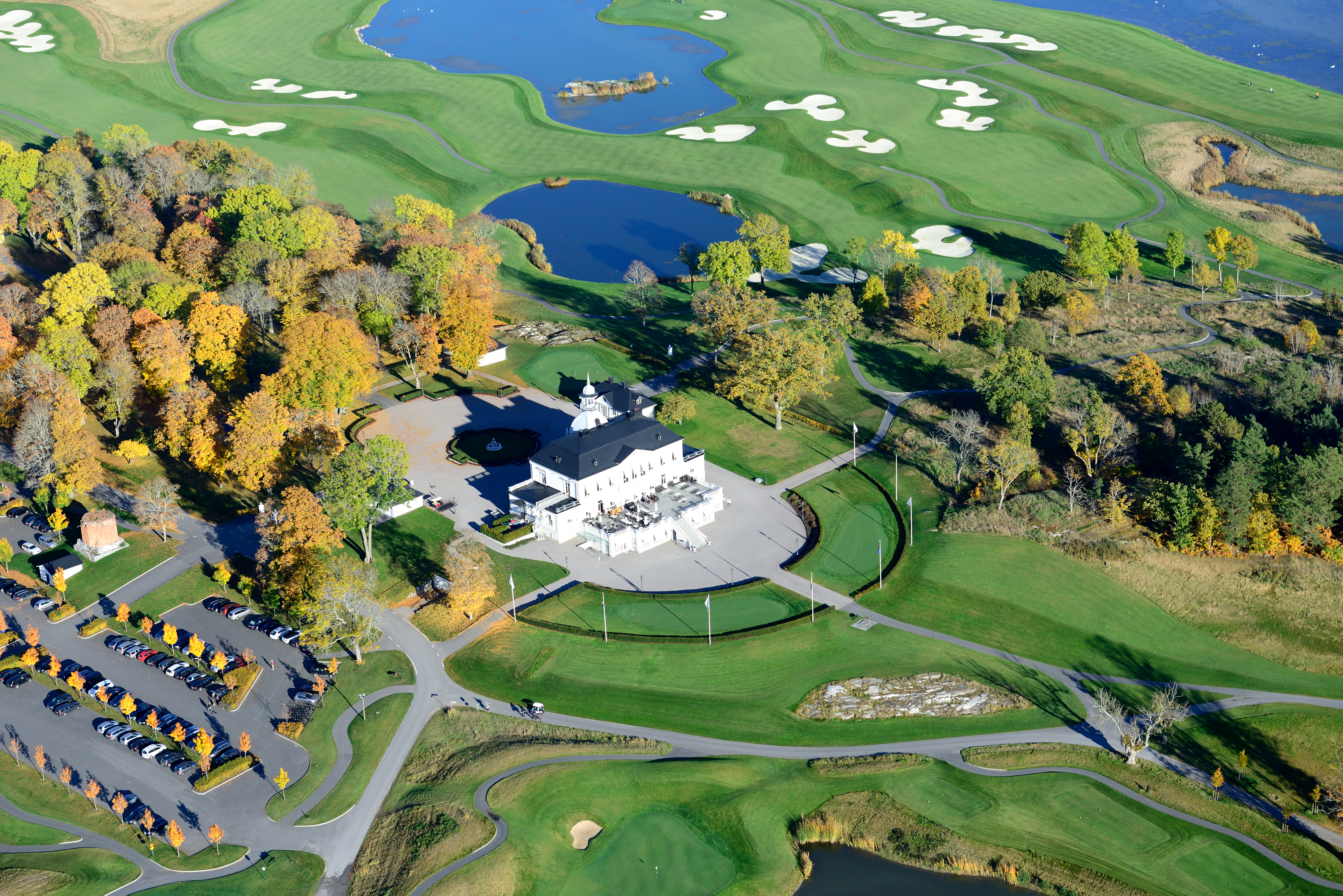
Bro Hof Slott Golf Club

Bro Hof Slott Golf Club is een golfclub bij Stockholm. De twee golfbanen liggen langs het Mälarmeer.

## De naam
Bro Hof is een naam die pas sinds 2002 bestaat. Daarvoor heette het landgoed Brogård. Dit was al in de Middeleeuwen een boerderij met pachters. In de 19de eeuw werd Erik Josias Sparre de nieuwe eigenaar. Hij besteedde meer tijd aan het aanleggen van spoorwegen dan aan het onderhoud van zijn boeren-landgoed. 
Zijn zoon Johan Sparre erfde een vervallen houten huis en liet het in 1870 afbreken. Het bleef een boerenbedrijf maar in 1888 liet hij het huidige kasteel bouwen, dat nu als clubhuis wordt gebruikt. Johan Sparre had geen erfgenamen en in 1938 ging het landgoed naar Ebba, de kleindochter van zijn zuster. Ebba's zoon Carl Reuterskiöld (1939) woonde nog op het kasteel tot 2002, toen het landgoed werd verkocht aan Björn Örås. Deze heeft het kasteel volledig gerestaureerd. Hij veranderde de naam van Brogård naar Bro Hof Slott en kreeg toestemming er een golfbaan aan te leggen.

## De baan
Ook Zweden zou graag de Ryder Cup over enkele jaren ontvangen. De club had zich gericht op 2018 net als The Dutch, maar inmiddels is bekend dat de Ryder Cup dat jaar naar Frankrijk gaat.

In 2007 werd de eerste 18-holes golfbaan geopend, de Stadium Course en vervolgens de iets kortere 18-holes Castle Course, beide ontworpen door Robert Trent Jones Jr. Het clubhuis is het oude kasteel. Eigenaar van de baan is Björn Örås, oprichter van Poolia.

## Toernooien
De club is aangelegd om grote toernooien te kunnen ontvangen. Er zijn natuurlijke tribunes bij hole 17 en 18 waar naar schatting 70.000 mensen kunnen kijken.
- SAS Masters: 2010, 2011, 2012